# Nina Boyle
Nina Boyle, född 1865, död 1943, var en brittisk-sydafrikansk rösträttskvinna. Hon var deltagare i Inter-Allied Women's Conference i Paris år 1919.